# Вртоглавица
Вртоглавица (вертиго) је поремећај оријентације који се манифестује снажном илузијом кретања у простору. То је неодређен израз који болесници употребљавају да би описали неколико различитих субјективних стања. Уз привид кретања често је присутан и функционални окуломоторички поремећај (нистагмус), рушење у стајању и ходању и мучнина.  Упорне вртоглавице онемогућавају нормално обављање свакодневних активности, што доноси нове психогене тегобе узроковане забринутошћу и страхом, те постаје врста инвалидитета. У сваком случају их не треба потцењивати јер учестале вртоглавице могу бити последица неког тежег обољења.

## Узрок настанка
Према неким изворима, на вртоглавицу се жали сваки петнаести пацијент. Осећај за равнотежу зависи од обраде разноразних информација које у мозак прослеђује чуло вида, али и чула у кожи, мишићима и зглобовима који шаљу податке о покретима и положају тела, као и унутрашње уво. Зато, вртоглавицу или губитак равнотеже проузрокује немогућност мозга да обради сигнале са свих ових локација, уколико су они контрадикторни или ако сензорни систем не функционише како треба. Може се поделити на вртоглавицу централног или периферног порекла, уколико јесте или није оштећен део нервног система, односно мозга. Вртоглавица није болест. То је стање које може изазвати више од 300 узрока. Најчешћи су: положајна вртоглавица, упала вестибуларног нерва, Мениереова болест, тумор слушног нерва, поремећаји протока крви у мозгу, промене ткива вратне кичме, повреде, прекомерна напрезања мишића, старије животно доба, напетост, стресна вртоглавица и др. Такође, узроци могу бити и мигрена, анемија, алергија, атеросклероза, херпес, али и тровање никотином или алкохолом. Према неким изворима, постоје четири (главне) категорије: вертиго, синкопе или пресинкопе, поремећај равнотеже и неодређена вртоглавица. У овом случају вертиго би била само вртоглавица, док би синкопе подразумевале и губитак свести. Неодређене вртоглавице се јављају код болесника са емоционалним проблемима и последица су хипервентилације.

## Клиничка слика и типови
Особе које имају вртоглавицу најчешће описују поремећај равнотеже на два начина: као осећај окретања око главе или у глави, или као губитак оријентације у простору. Сметње се погоршавају окретањем главе и променом положаја тела, а често су праћене поремећајем слуха и шумом у уху и мучнином. Специфични поремећаји су кретање и „бежање“ предмета пред очима или осећај окретања властитог тела у простору, затим осећај губљења у простору, пропадања, уздизања и заношења у страну или напред - назад. Код вртоглавица узрокованих болестима унутрашњег ува (отогених вртоглавица), предмети које гледамо врте се водоравно од болесног према здравом уху, а равнотежа је поремећена код болесног ува. Неспецифични поремећај равнотеже или лажна вртоглавица карактерише се светлећим звездицама или мрачењем пред очима (омаглица), несвестицом, осећајем пуноће и притиском у глави и ушима. Најчешћи им је узрок краткотрајни изостанак или смањени проток крви у мозгу или у врату.
Положајна вртоглавица је најучесталија од свих, а узрокује је непримерен покрет или положај главе, при лежању, окретању у постељи или забацивању главе уназад. Траје свега минут или краће, а може бити праћена ритмичним треперењем очију док слух остаје очуван. Може се појављивати сваких неколико дана, али и након неколико месеци. Лекари не знају шта је конкретно узрокује, али је могуће да је последица повреде главе или природна последица старења.
Упала вестибуларног нерва - напад жестоке вртоглавице траје неколико дана, а затим поступно попушта кроз неколико недеља. Иако узрок поремећаја и место оштећења нису доказани, већина лекара сматра да је реч о упали живца вестибулума лавиринта унутрашњег ува.
Мениереова болест — ради се о поремећају микроциркулације у унутрашњем уву. Болест се карактерише изненадним нападима вртоглавице, који могу трајати од неколико минута до неколико сати. Напад може бити тако жесток да болесник мора да легне. Жестока вртоглавица обично је краткотрајна. Прате је мука, повраћање, шум у уву, губитак равнотеже некада диплопије (дупле слике).
Тумор слушног живца карактерише се сталном вртоглавицом чија се израженост може мерити. Други знаци који указују на тумор су оштећење слуха и поремећаји функције других нерава мозга.

## Дијагноза
У дијагностици узрока вртоглавице учествују стручњаци разних специјалности: отонеуролог, неуролог, неуротрауматолог, физијатар и код деце неуропедијатар. Од непроцењиве је важности опис оболелог о природи вртоглавице, о његовом радном месту, активностима непосредно пре напада, могућим повредама главе и врата и хроничним болестима. Постављање тачне дијагнозе омогућује низ дијагностичких поступака: од прегледа оба ува, носа, ждрела и гркљана, преко неуролошког и очног прегледа, налаза физијатра или ортопеда, претрага срца и крвних судова, па све до психијатријског испитивања. Након што се утврди узрок, одређује се начин лечења.

## Лечење
Особу која има нападе вртоглавице прво треба смирити и опрезно ставити у најзгоднији положај за главу. У противном може пасти и повредити се. Тегобе се ублажавају строгим мировањем затворених очију и хладним облогама, а по потреби узимањем средстава за смирење и оних против повраћања. Никотин, алкохол и црна кафа најстроже су забрањени, а првих 24 сата треба узимати неслану храну. Корисно је поступно опуштање мишића уз исправно дисање, психичко опуштање, масажу главе и врата.
Вртоглавицу је тешко и дијагностиковати и лечити. Неки облици могу да буду лечени медикаментима попут хлор-промазина и нависана и дијетом, неки хируршком интервенцијом, а неки физикалном терапијом (електротерапија, ласеротерапија, ултразвучна масажа, терапија нискофреквентним електромагнетним пољем, хидротерапија са подводном масажом). Постоје форме вртоглавице где ове методе не могу да помогну, уколико се ради о повредама главе или оперисаном тумору на мозгу, на пример. У тим случајевима је могуће радити вестибуларну рехабилитацију, која је заснована на принципима кинезитерапије (терапија покретом) и радне терапије. Ово је дуготрајна терапија и захтева стрпљење, али је делотворна у 90% случајева. Заснива се на вежбама које пацијент редовно обавља. У случају цервикалног вертига, посебно добре резултате даје извлачење (интермитентна тракција) вратног дела кичменог стуба. На овај начин се постиже боља циркулација, али и други позитивни ефекти, као што је побољшање отпорности третираног ткива. Код упала које могу проузроковати вртоглавице, дају се и антибиотици, али се специфичне терапије (које су намењене баш за те конкретне болести) примењују и за оне вртоглавице проузроковане можданим ударом и демијализираним болестима.